# (37421) 2001 XC217
2001 XC217 (asteroide 37421) é um asteroide da cintura principal. Possui uma excentricidade de 0.17409320 e uma inclinação de 6.14439º.
Este asteroide foi descoberto no dia 14 de dezembro de 2001 por LINEAR em Socorro.